# Tel Josef
Tel Josef (hebr. תל יוסף; ang. Tel Yosef; pol. Pagórek Józefa) – kibuc położony w Samorządzie Regionu Ha-Gilboa, w Dystrykcie Północnym, w Izraelu. Członek Ruchu Kibuców (Ha-Tenu’a ha-Kibbucit).

## Położenie
Kibuc Tel Josef jest położony na wysokości od 50 metrów p.p.m. do 30 metrów n.p.m. na północnej krawędzi Doliny Charod, na północy Izraela. Dolina Charod jest położona między Doliną Jezreel a Doliną Bet Sze’an w Dolnej Galilei. Kibuc Tel Josef leży na południowo-wschodnich zboczach wzgórza Giwat Kumi (90 metrów n.p.m.), u podnóża płaskowyżu Ramot Jissachar. Z wyżyny spływa przepływający na wschód od kibucu strumień Nachal Josef. Zasila one przepływającą na południu rzekę Charod, której wody są wykorzystywane do zasilania licznych stawów hodowlanych. Teren położony na południe od kibucu jest płaski, i lekko opada w kierunku wschodnim do depresji Doliny Jordanu. W odległości 2,5 km na południe od kibucu wznoszą się strome zbocza Wzgórz Gilboa (w tym rejonie wznoszą się na wysokość 302 metrów n.p.m.). W otoczeniu kibucu Tel Josef znajdują się kibuce Bet ha-Szitta, Chefci-Bah, En Charod Me’uchad, En Charod Ichud, moszaw Ramat Cewi, oraz wsie komunalne Gidona i Moledet. We Wzgórzach Gilboa przebiega mur bezpieczeństwa oddzielający terytorium Izraela od Autonomii Palestyńskiej. Po stronie palestyńskiej są wioski Arabbuna i Faku’a.
Tel Josef jest położony w Samorządzie Regionu Ha-Gilboa, w Poddystrykcie Jezreel, w Dystrykcie Północnym Izraela.

## Historia

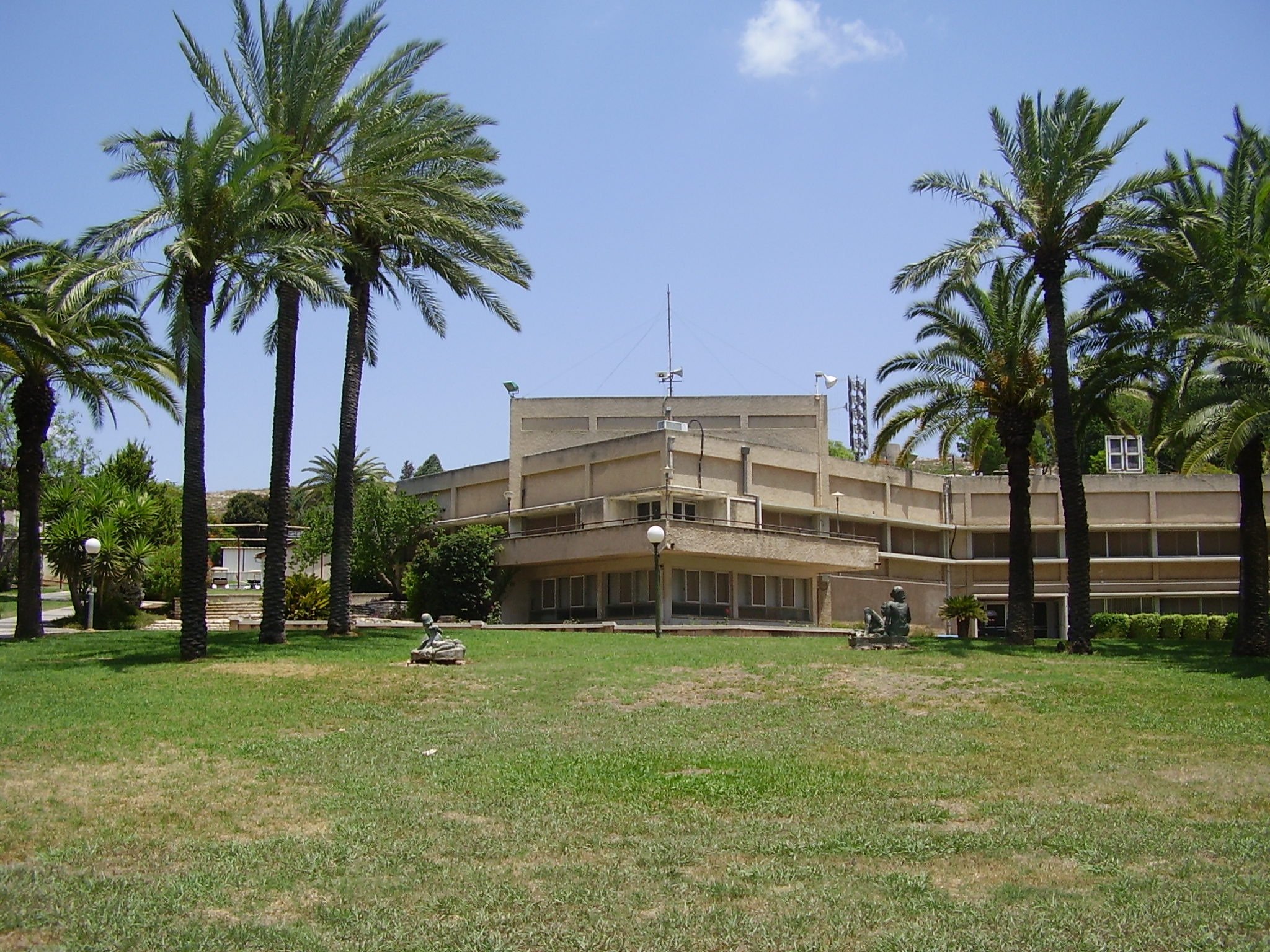
Budynek stołówki w Tel Josef

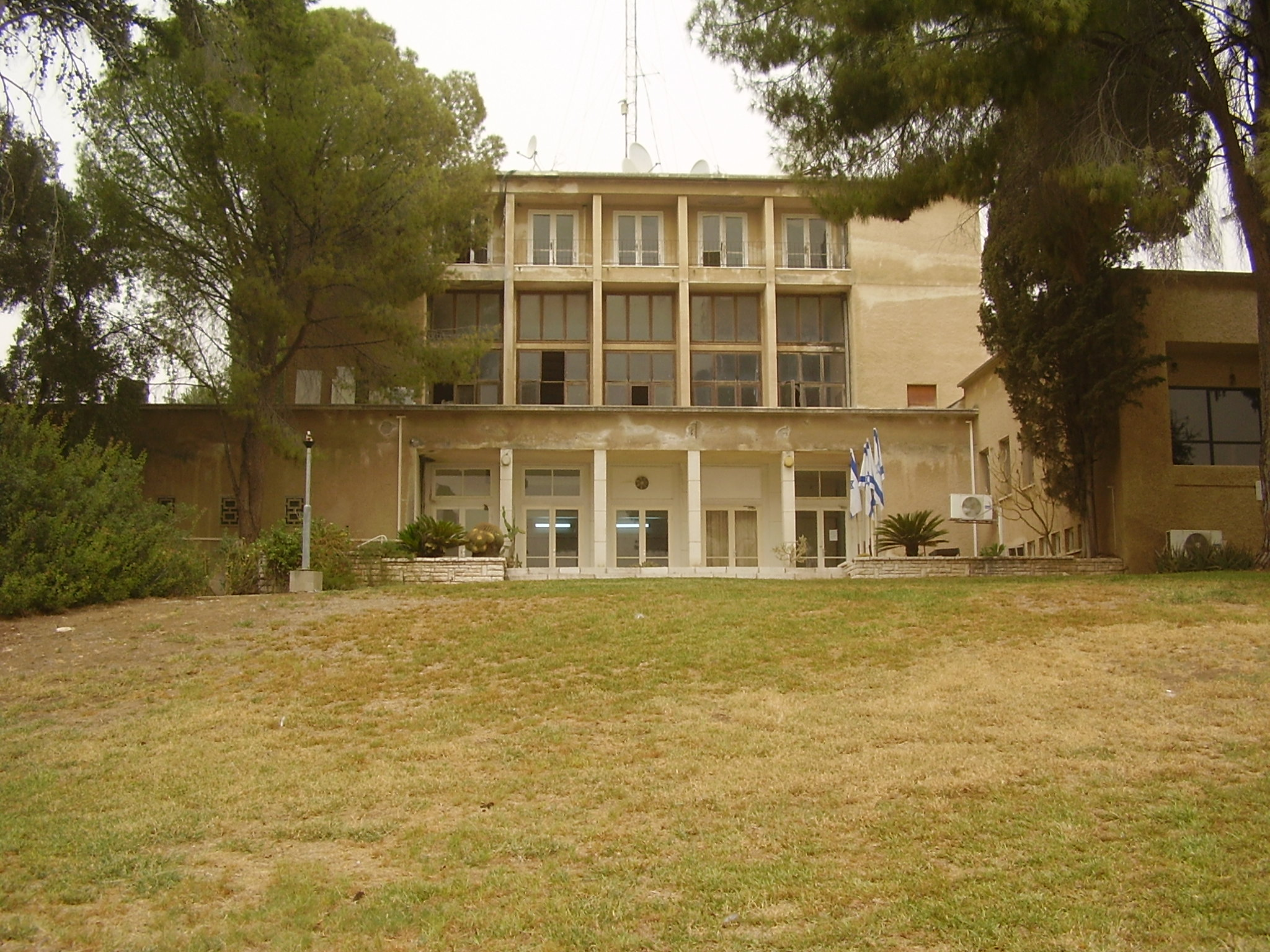
Dom Trumpeldora w kibucu

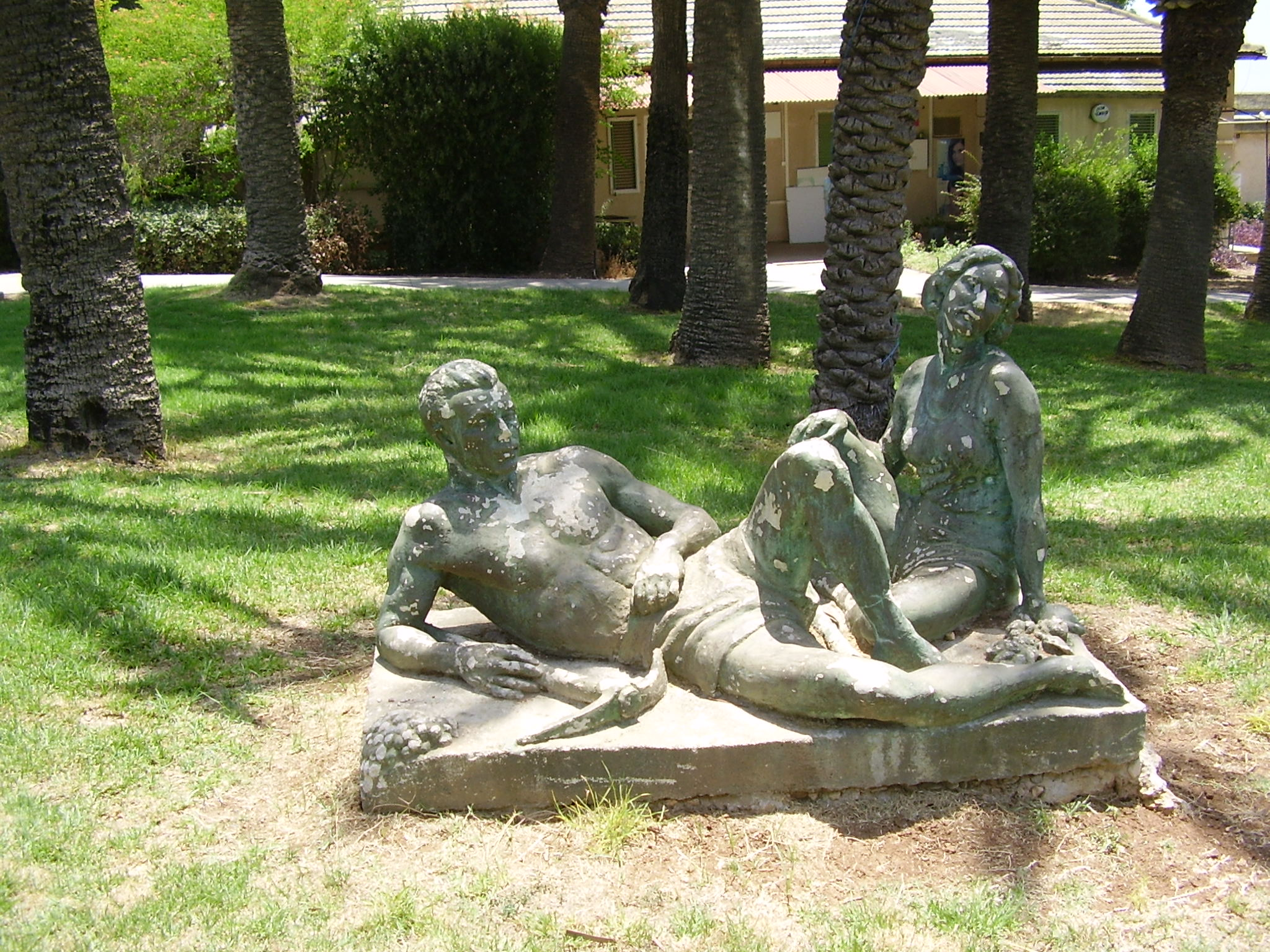
Rzeźba w kibucu

Pierwotnie w okolicy tej istniała arabska wioska Kumja. Po I wojnie światowej w 1918 roku cała Palestyna przeszła pod panowanie Brytyjczyków, który w 1921 roku utworzyli Brytyjski Mandat Palestyny. Umożliwiło to rozwój osadnictwa żydowskiego w Palestynie. W latach 20. XX wieku żydowskie organizacje syjonistyczne zaczęły wykupywać grunty w Dolinie Charod. W takich okolicznościach we wrześniu 1921 roku powstał kibuc En Charod. Był to pierwszy tak duży kibuc założony w Ziemi Izraela, od początku zatwierdzony i finansowany przez Światową Organizację Syjonistyczną. Po dwóch miesiącach do doliny przyjechała dodatkowa grupa pionierów, którzy w dniu 12 grudnia 1921 roku założyli kibuc Tel Josef.
Kibuc został pierwotnie założony w środkowej części Doliny Charod, na niewielkim wzniesieniu (55 metrów p.p.m.) na południe od rzeki Charod. Został nazwany Tel Josef (pol. Pagórek Józefa) na cześć syjonistycznego lidera Josefa Trumpeldora, który zginął w 1921 roku podczas obrony osady Tel Chaj. Warunki życia były tutaj niezwykle trudne. Pionierzy mieszkali w namiotach i ciężko pracowali przy osuszaniu okolicznych bagien, na których w owym czasie powszechnie żyły bawoły wodne. Mieszkańcy cierpieli od niedostatku i chorób, zwłaszcza od malarii roznoszonej przez komary. Pomimo to, kontynuowano prace, gdyż skolonizowanie Doliny Charod było bardzo ważnym przedsięwzięciem dla organizacji syjonistycznych. Jeszcze w grudniu 1921 roku na zachodniej krawędzi doliny założono kolejne kibuce Kefar Jechezkel i Gewa. W ten sposób stworzono blok żydowskich osiedli, które były połączone z położoną na zachodzie Doliną Jezreel. Tworzyły one razem wysuniętą placówkę do dalszej kolonizacji Doliny Charod. Sam kibuc Tel Josef w pierwszych latach swojego istnienia był całkowicie związany z sąsiednim kibucem En Charod, i w rzeczywistości nie był samodzielną osadą. W 1922 roku założono w południowej części doliny kibuce Bet Alfa i Chefci-Bah. Tak duża rotacja grup osadniczych nie mogła pozostać bez wpływu na mieszkańców En Charod. Mieszały się tutaj poglądy i idee na dalszy rozwój ruchu syjonistycznego. Dodatkową trudnością był brak środków utrzymania. W latach 1921–1923 batalion pracy z kibucu Tel Josef cierpiał na niedostatek miejsc pracy. Funkcjonowanie samego kibucu było wspierane przez organizacje syjonistyczne, jednak członkowie batalionu musieli szukać zatrudnienia w innych częściach kraju. Wzbudziło to niezadowolenie, a w jego wyniku zrodziły się silne kontrowersje. W lipcu 1923 roku doszło do ideologicznego sporu z mieszkańcami sąsiedniego En Charod, a następnie do wewnętrznego rozłamu - zwolennicy lewicowej syjonistycznej partii politycznej Achdut ha-Awoda wyprowadzili się z En Charod do Tel Josef, a pozostali mieszkańcy En Charod ściśle związali się z żydowską centralą związków robotniczych Histadrut (w 1927 najbardziej lewicowi mieszkańcy wyjechali do ZSRR). Rozwojowi gospodarczemu sprzyjał dostęp do linii kolejowej Doliny – od 1925 roku przy sąsiednim kibucu En Charod znajdowała się stacja kolejowa. W kwietniu 1927 roku kibuc odwiedził czechosłowacki prezydent Tomáš Masaryk. Była to pierwsza wizyta głowy państwa w Brytyjskim Mandacie Palestyny. W sierpniu 1927 roku utworzono organizację Zjednoczony Kibuc, zrzeszającą liczne kibuce. Organizowano tutaj kursy nauki rolnictwa dla nowych imigrantów oraz wspierano zakładanie nowych osiedli. W 1929 roku osada została wzmocniona przez grupę osadników, którzy przeprowadzili się z kibuców Tel Chaj i Kefar Giladi. W tym samym roku mieszkańcy kibucu podjęli decyzję o przeniesieniu swojej osady w nowe miejsce. Jako nową lokalizację wybrano obecne miejsce, położone około 3 km na północny wschód. Równocześnie przy kibucu powstała nowa stacja kolejowa. Rok później w sąsiedztwo przeprowadził się także kibuc En Charod. W 1931 roku zasadzono pierwsze drzewka cytrusowe, dając początek tutejszym sadom. W 1936 roku uruchomiono mleczarnię specjalizującą się w produkcji twardych serów. Podczas arabskiego powstania w Palestynie (1936–1939) Brytyjczycy wybudowali na ruinach sąsiedniej arabskiej wioski Szatta fort policji Fort Tegart Shata (obecnie więzienie Szitta). Zapewniło to ochronę sąsiednich osad żydowskich. Dodatkowo, od 1938 roku kibuc był jedną z głównych baz Specjalnych Jednostek Nocnych tworzonych i szkolonych przez brytyjskiego kapitana Orde Wingate’a. Ich celem było prowadzenie regularnej walki z arabskimi gangami napadającymi na żydowskie osady. Jednostki te przeprowadzały nocne operacje na terytorium całej Palestyny, organizując zasadzki i atakując arabskie milicje. Podczas II wojny światowej kibuc był bazą kompanii szturmowych Palmach. W 1942 roku przy kibucu wybudowano pierwszy w Mandacie Palestyny komercyjny staw hodowlany ryb.
W poszukiwaniu skutecznego rozwiązania narastającego konfliktu izraelsko-arabskiego w dniu 29 listopada 1947 roku została przyjęta Rezolucja Zgromadzenia Ogólnego ONZ nr 181. Zakładała ona między innymi, że kibuc Tel Josef miał znaleźć się w granicach nowo utworzonego państwa żydowskiego. Arabowie odrzucili tę rezolucję i dzień później doprowadzili do wybuchu wojny domowej w Mandacie Palestyny. Od samego początku wojny okoliczne wioski były wykorzystywane przez arabskie milicje, które sparaliżowały żydowską komunikację w całym regionie. Z tego powodu siły żydowskiej Hagany przeprowadziły szereg operacji i w dniu 26 marca 1948 roku zajęły oraz wysiedliły pobliską arabską wioskę Kumja. W wyniku I wojny izraelsko-arabskiej (1948–1949) cała okolica znalazła się w państwie Izrael, co umożliwiło dalszy stabilny rozwój kibucu Tel Josef. W 1952 roku doszło do wewnętrznego rozłamu Ruchu Kibuców, w wyniku którego nastąpiła wymiana części mieszkańców z kibucami Ajjelet ha-Szachar i Bet ha-Szitta. Tel Josef opuściło wówczas 120 członków, co spowodowało kryzys gospodarczy i społeczny. W latach 90. XX wieku kibuc znalazł się w trudnościach finansowych, które wymusiły przeprowadzenie w 2009 roku procesu prywatyzacji. Zachowano kolektywną organizację instytucji kultury, edukacji i ochrony zdrowia.

## Demografia
Większość mieszkańców kibucu jest Żydami, jednak nie wszyscy identyfikują się z judaizmem. Tutejsza populacja jest świecka:

## Gospodarka i infrastruktura
Gospodarka kibucu opiera się na intensywnym rolnictwie, sadownictwie i hodowli bydła mlecznego. Tutejsza mleczarnia Tnuva jest nastawiona na produkcję twardych serów. Poza tym w kibucu jest niewielka drukarnia. W kibucu jest przychodnia zdrowia, sklep wielobranżowy, stacja benzynowa i warsztat mechaniczny.

## Transport
Z kibucu wyjeżdża się na południowy zachód na drogę nr 7107, którą jadąc na północ dojeżdża się do sąsiedniego kibucu En Charod Me’uchad, lub jadąc na południe dojeżdża się do skrzyżowania z drogą nr 71. Drogą nr 71 jadąc na zachód dojeżdża się do skrzyżowania z drogą nr 716 (dojazd na północny wschód do moszawu Ramat Cewi i wioski Moledet) i dalej do kibucu Gewa, lub jadąc na wschód dojeżdża się do więzienia Szitta i dalej do kibucu Bet ha-Szitta.

## Edukacja i kultura
Kibuc utrzymuje przedszkole. Starsze dzieci są dowożone do szkoły podstawowej i szkoły średniej do sąsiedniego kibucu En Charod Me’uchad. W kibucu znajduje się ośrodek kultury z biblioteką, basen kąpielowy, sala sportowa z siłownią, boisko do piłki nożnej i korty tenisowe. Przy kibucu znajduje się siedziba władz administracyjnych Samorządu Regionu Ha-Gilboa.

## Turystyka
W kibucu istnieje możliwość wynajęcia pokoi noclegowych. Dużą popularnością cieszy się tutejsze wzgórze Giwat Kumi (90 metrów n.p.m.). Na szczycie wystawiono platformę widokową, z której można oglądać panoramę całej okolicy. Kibuc jest dogodnym punktem wyjściowym do zwiedzania płaskowyżu Wyżyny Issachar.